# Iri-Hor
Iri-Hor ou Ro (como lido por Flinders Petrie) foi um faraó do Antigo Egito, que reinou em data incerta durante Nacada IIIb (3220/3200–3150 a.C.). Sua existência foi debatida com o egiptólogo Toby Wilkinson contestando a leitura e significado de seu nome. Porém, novas escavações em Abidos nos anos 80 e 90 e a descoberta em 2012 de uma inscrição dele no Sinai confirmaram sua existência.

## Nome
O nome Iri-Hor é escrito com o hieróglifo do falcão Hórus (sinal G5 de Gardiner) acima de um hieróglifo da boca (Gardiner D21). Enquanto a leitura moderna do nome é "Iri-Hor", Flinders Petrie, que descobriu e escavou o túmulo no final do século XIX, leu-o "Ro", que era a leitura usual do hieróglifo da boca à época. Dada a natureza arcaica do nome, a tradução mostrou-se difícil e, na ausência de melhor alternativa, Ludwig D. Morenz propôs que a tradução literal fosse retida dando "Boca de Hórus". Na década de 1990, Werner Kaiser e Günter Dreyer traduzem o nome de Iri-Hor como "Companheiro de Hórus". Toby Wilkinson, que contestou que Iri-Hor era rei, traduziu os sinais como "Propriedade real". Após as escavações em Abidos e a descoberta de uma inscrição de Iri-Hor no Sinai em 2012, a hipótese de Wilkinson é agora rejeitada pela maioria dos egiptólogos e Iri-Hor é amplamente aceita como um rei pré-dinástico.
Os egiptólogos Jürgen von Beckerath e Peter Kaplony também inicialmente rejeitaram a identificação do rei e propuseram que as inscrições conhecidas se referissem a uma pessoa privada cujo nome é para ser lido Uer-Rá (em egípcio: wr-r3; lit. "Grande Boca"), ou seja, a leitura do pássaro acima do sinal da boca como o hieróglifo da andorinha G36 em vez do falcão Hórus. Eles traduziram o nome como "porta-voz" ou "chefe". Porém, as contínuas escavações da tumba de Iri-Hor em Abidos por Günter Dreyer estabeleceram que ela tinha dimensões e arranjos semelhantes aos de Cá e Narmer e, portanto, deviam pertencer a um rei. Isto foi consequentemente aceito por von Beckerath que o incluiu como primeira entrada na última edição de seu Manual dos Faraós Egípcios.

## Identidade

### Controvérsia

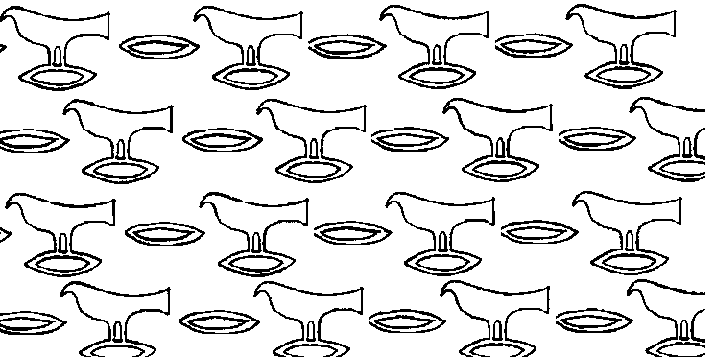
Selo de barro

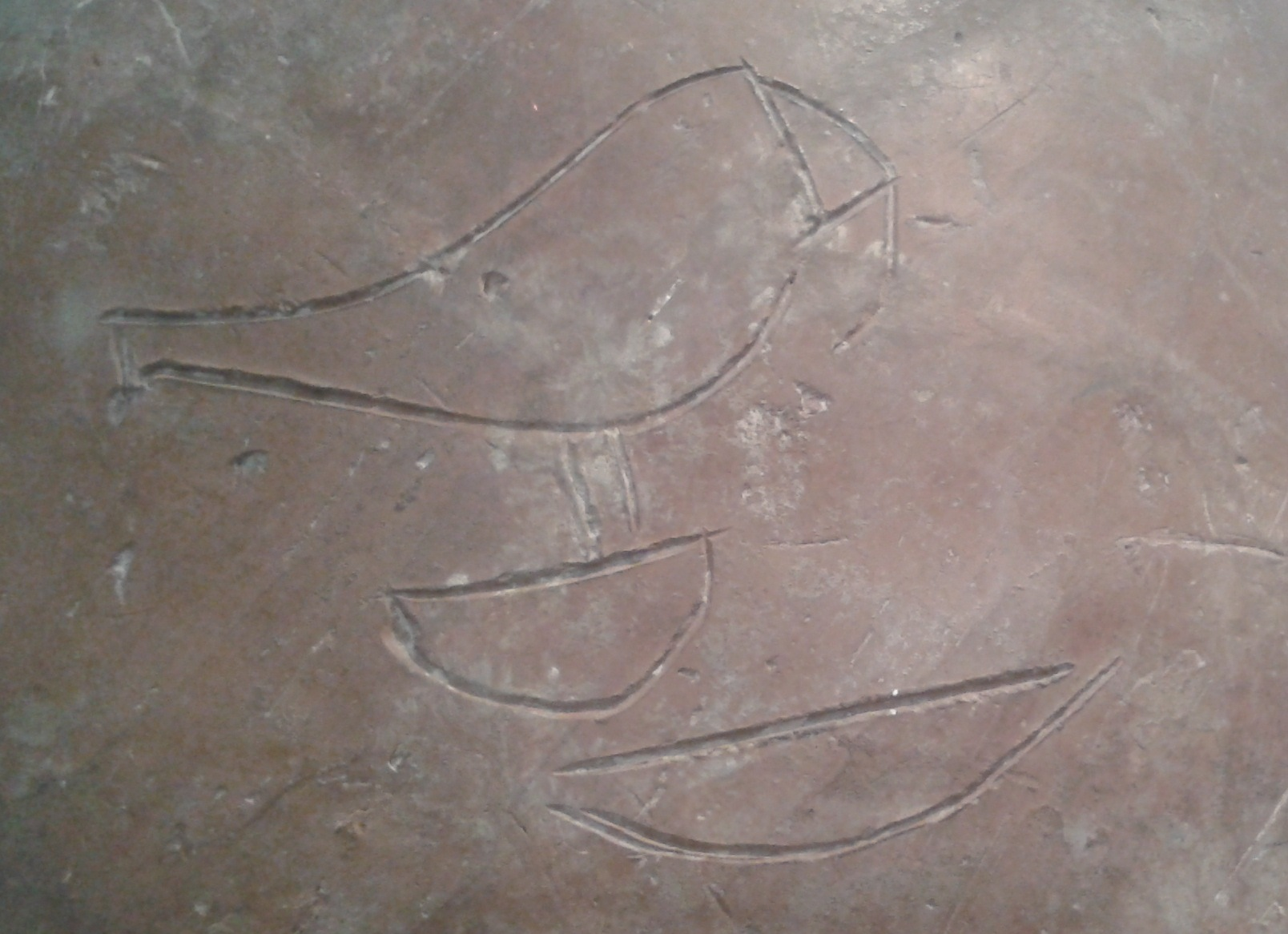
Sereque do tipo IXa.1

Até 2012, o nome de Iri-Hor não foi achado em ou perto a um sereque, então sua identificação como rei foi controversa. Os egiptólogos Flinders Petrie, Laurel Bestock e Jochem Kahl, contudo, acreditavam que era de fato um verdadeiro governante. Eles apontaram à grafia distinta do nome dele: o falcão de Hórus segura o hieróglifo da boca em suas garras. Em vários selos de barro, o grupo aparece acompanhado de um segundo hieróglifo independente de boca. Esta notação é uma reminiscência de numerosos sereques anônimos mantidos por um falcão Hórus com hieróglifos individuais colocados próximos a ele e não dentro, como seria de se esperar. Finalmente, o sereque poderia ter sido uma convenção que começou com Cá, cujo nome foi encontrado com e sem um sereque. Assim, concluíram que o argumento de que não era um rei porque seu nome nunca foi encontrado num sereque era insuficiente.
Os defensores da identificação de Iri-Hor como rei, como o egiptólogo Darell Baker, também apontaram para o tamanho e localização de seu túmulo. É uma tumba dupla, tão grande quanto a de Cá e Narmer, localizada dentro de uma ordem sequencial que liga o antigo Cemitério U protodinástico (3200–3100 a.C.) com os túmulos da I dinastia (3100–2890 a.C.). Além disso, o nome dele está inscrito num grande jarro exibindo o falcão real de Hórus e é semelhante aos encontrados nos túmulos de outros reis desse período.
Em contraste, alguns egiptólogos duvidavam que Iri-Hor existisse, precisamente porque seu nome nunca apareceu num sereque, com Hórus sendo simplesmente colocado acima do sinal da boca. Ludwig D. Morenz e Kurt Heinrich Sethe duvidaram da leitura do nome de Iri-Hor e, portanto, que era um rei. Morenz, por exemplo, suspeitava que o sinal bucal pudesse simplesmente ter sido um complemento fonético para Hórus. Sethe entendeu o grupo como indicação de origem (do conteúdo de um jarro e outros bens aos quais os selos de barro eram geralmente presos). Toby Wilkinson descartou a tumba atribuída a ele como um depósito e o nome como uma marca do tesouro. De fato, r-Ḥr pode simplesmente significar propriedade do rei. Apoiando sua hipótese, Wilkinson também notou que foi mal atestado e, até 2012, a única inscrição de fora de Abidos estava localizada no Baixo Egito em Zauiate Ariane.

### Resolução
As escavações de Dreyer na necrópole de Abidos revelaram que Iri-Hor estava de fato bem atestado com mais de 27 objetos com seu nome e que seu túmulo era de proporções reais. Além disso, em 2012 uma inscrição mencionando-o foi descoberta no Sinai e nela há um sereque arcaico vazio à direita do nome de Iri-Hor. A inscrição menciona a cidade de Mênfis, colocando sua fundação antes de Narmer e estabelecendo que Iri-Hor já estava reinando sobre ela. Com isso, a maioria dos egiptólogos, incluindo Günter Dreyer e os descobridores da inscrição, Pierre Tallet e Damien Laisney, acreditam agora que era de fato um rei.

## Reinado e atestações

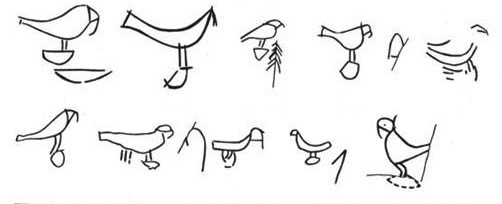
Seu nome, como aparece em Abidos

Iri-Hor era provavelmente o antecessor imediato de Cá e assim reinaria durante o início do século XXXII a.C.. Ele provavelmente governou de Hieracômpolis sobre Abidos e a região mais tinita mais ampla e controlou o Egito pelo menos até o norte de Mênfis, uma vez que a inscrição em rocha do Sinai relata uma visita de Iri-Hor a esta cidade. Os egiptólogos Tallet e Laisney propõem ainda que também controlasse partes do delta do Nilo.
Foi enterrado no cemitério real de Umel Caabe perto de Cá, Narmer e os reis da I dinastia. Seu nome aparece em vasos de barro de seu túmulo em Abidos e um selo de argila com os hieróglifos para r-Ḥr foi encontrado no túmulo de Narmer e pode se referir a ele. No total, não menos de 22 potes de cerâmica gravados com seu nome estão em Abidos, bem como pelo menos cinco fragmentos com tinta e um selo. Um selo similar também foi encontrado ao norte na tumba Z 401 de Zauiate Ariane no Baixo Egito. A incisão num fuso localizado em Hieracômpolis durante as escavações de James Quibell e Petrie em 1900 pode ser sua. Finalmente, a descoberta da inscrição do Sinai, constitui seu atestação mais setentrional. A inscrição mostra seu nome num barco, ao lado da palavra Inebe-Hedje que significa "muros brancos", o antigo nome de Mênfis.

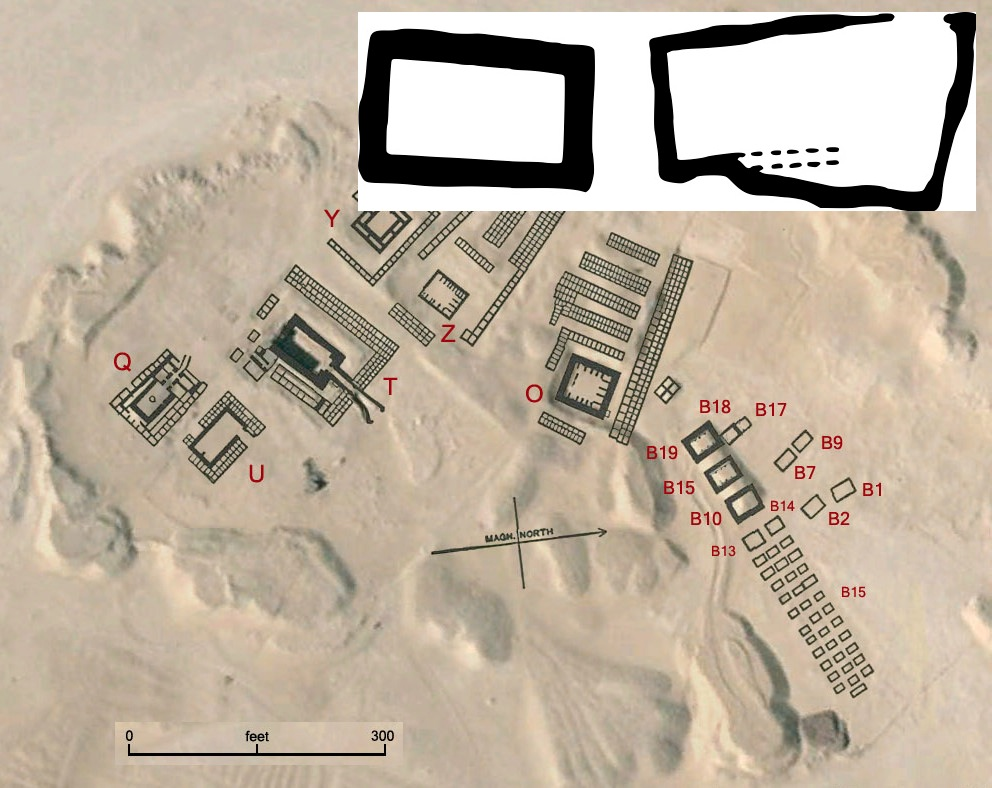
Tumba B1/B2

## Tumba
O túmulo de Iri-Hor é o mais antigo da necrópole B de Abidos no Umel Caabe. Compreende duas câmaras subterrâneas separadas B1 (6m × 3.5m) e B2 (4.3m × 2.45m) escavadas por Petrie em 1899 e depois por Werner Kaiser. Uma nova câmara, "B0", foi achada na reescavação dos anos 90. As câmaras têm tamanho semelhante às de Cá e Narmer. Qualquer superestrutura, se é que existiu alguma, sobreviveu. A câmara B1 produziu fragmentos de jarros com o seu nome. A câmara B2 produziu outro fragmento de jarra incisa, uma impressão de selo, várias inscrições de tinta e fragmentos de recipiente que levam os nomes de Cá e Narmer. Partes de uma cama também foram encontradas no local.